# 3-тя армія (Угорщина)
3-тя угорська а́рмія (угор. 3. magyar hadsereg) — польова армія Угорщини періоду Другої світової війни. Брала активну участь в операціях Вермахту на Східному фронті.

## Командування

### Командири
1-ше формування
- генерал-лейтенант Елемер Городні-Новак (угор. Elemér Gorondy-Novak) (1 березня 1940 — 1 листопада 1941);
- генерал-лейтенант Жолтен Дечлева (угор. Zoltén Decleva) (1 листопада 1941 — 1 грудня 1942);
- генерал-лейтенант Лайош Чатай (угор. Lajos Csatay) (1 грудня 1942 — 12 червня 1943);
- генерал-лейтенант Карой Берегфі (угор. Károly Beregfy) (12 червня 1943 — 15 травня 1944);

2-ге формування
- генерал-лейтенант Йозеф Гешлені (угор. József Heszlényi) (19 вересня 1944 — 8 травня 1945).